# Cesta do Bugulmy
Cesta do Bugulmy je divadelní hra českého spisovatele Jáchyma Topola. Premiéru měla v Německu, později byla představena také v Polsku a až následně v Česku. Poprvé byla uvedena v Divadle v Dlouhé, později na dalších místech. Rovněž vznikla rozhlasová inscenace díla. Hra měla původně pojednávat o spisovateli Jaroslavu Haškovi, přesněji o tom, jak prožívá krizi středního věku a abstinuje. Nakonec však záměr změnil. Hra se odehrává v době po třetí světové válce v Simbérii, kde se setkává několik zvláštních osob.